# Pristiphora gerula
Pristiphora gerula är en stekelart som först beskrevs av Friedrich Wilhelm Konow 1904.  Pristiphora gerula ingår i släktet Pristiphora, och familjen bladsteklar. Arten är reproducerande i Sverige.